# Феодора Великая Комнина
Феодо́ра Вели́кая Комни́на (греч. Θεοδώρα Μεγάλη Κομνηνή; до 1253 — после 1285) — трапезундская императрица в 1284—1285 годах.
Была дочерью императора Трапезунда Мануила I и его второй жены, грузинской княжны Русудан. В 1284 году при поддержке царя Имерети Давита VI Нарина Феодора сумела отнять власть у своего брата, императора Иоанна II, воспользовавшись его отсутствием в Трапезунде. Её правление длилось всего около года, однако, этого хватило, чтобы отчеканить и пустить в обращение монеты с её изображением. Вскоре Феодора была свергнута, вероятно, под угрозой вторжения монгольского войска ильхана Аргун-хана, стоявшего на границе империи. Иоанн II вновь занял императорский престол, и правил ещё около двенадцати лет. Предположительно, спустя некоторое время после отстранения от власти Феодора приняла монашеский постриг.